# التعريف الوجداني
التعريف الوجداني هو استراتيجية تنظيمية انفعالية ذاتية وضمنية، يوصف بأنه «صياغة المشاعر على شكل كلمات». على وجه التحديد، يُعنى التعريف الوجداني بالفكرة القائلة بأن تعريف الحالة العاطفية السلبية عمومًا بشكل صريح يسفر عن اختزال واحد أو أكثر من كلّ من التجربة الواعية والاستجابة الفسيولوجية و/أو السلوك الناتج عن الحالة العاطفية. على سبيل المثال، قد تحسّن الكتابة عن تجربة سلبية في المذكّرات من الحالة المزاجية. وبصورة أعم، قد ينطبق التعريف الوجداني على التحديد الصريح للحافز المثير للمشاعر، وليس على تعريف المشاعر المختبرة ذاتيًا وحسب.
تشتمل الأمثلة الأخرى للتعريف الوجداني على:
1. مناقشة المرء لمشاعره مع المعالج.
2. الشكوى إلى الأصدقاء عن تجربة سلبية ما.
3. قيام الشخص بنشر مشاعره على وسائل التواصل الاجتماعي.[3]
4. الاعتراف بالجوانب المروّعة للموقف.

يُعتبر التعريف الوجداني بمثابة امتداد للفكرة القديمة المتمثّلة في أن حديث المرء عن مشاعره قد يجعله يشعر بالتحسّن. لم يبدأ البحث الرسمي في مجال التعريف الوجداني إلا في السنوات الأخيرة، على الرغم من استخدام هذه الفكرة بوصفها علاجًا منذ أكثر من قرن. حدّد الباحثون بالفعل حجم عدد من تأثيرات التنظيم الانفعالي الذاتي المرتبطة بالتعريف الوجداني، مثل اختزال الوجدان العاطفي الذاتي وتثبيط النشاط في اللوزة الدماغية وانخفاض في الاستجابة الجلدية الجلفانية للمحفزات المخيفة. عادةً ما يُقارن التعريف الوجداني ويُلتبس بينه وبين تقنية تنظيم انفعالي ذاتي أخرى وهي إعادة التقييم العاطفي، وذلك نتيجة لكون التعريف الوجداني تقنية جديدة نسبيًا في مجال التنظيم الانفعالي. ينطوي الفارق الجوهري بين التقنيتين على تعريف إعادة التقييم فطريًا بوصفها إستراتيجية هادفة إلى السيطرة على مشاعر الشخص، بينما لا يتوافق التعريف الوجداني مع هذا الوصف. ينطوي التعريف الوجداني على آثار إيجابية حتّى وإن لم يرغب الشخص في تنظيم مشاعره.
ماتزال العديد من المعلومات المتعلّقة بالتعريف الوجداني مجهولة، على اعتبار أنه في المراحل الأولى من البحث حتّى هذه اللحظة. هناك العديد من النظريات التي تبحث في آلية عمل التعريف الوجداني، إلا أنه لا بدّ من إجراء المزيد من البحوث بهدف تقديم الدعم التجريبي لهذه الفرضيات. بالإضافة إلى ذلك، أُحرز بعض التقدّم في إطار استخدامات التعريف الوجداني في القضايا الواقعية، مثل الأبحاث التي تشير إلى شيوع التعريف الوجداني في مواقع التواصل الاجتماعي. يُستخدم التعريف الوجداني في الأوساط الطبيّة بصفته علاجًا مؤقتًا للرهاب واضطرابات القلق. ومع ذلك، ركّزت البحوث المتعلّقة بالتعريف الوجداني بصورة كبيرة على الدراسات المخبرية، إلا أنه يلزم إجراء المزيد من البحوث لفهم آثاره في العالم الحقيقي.

## تاريخه
لا يُعتبر المفهوم المتمثّل بفائدة حديث المرء عن مشاعره أو تدوينها مفهومًا حديثًا. لطالما احتفظ الناس بمذكّراتهم على مر العصور، إذ يعود تاريخ استخدام العلاج بالتحدّث إلى بدايات العلاج النفسي. أُثبتت الفكرة القائلة بفائدة صياغة المرء لمشاعره على شكل كلمات تجريبيًا على مدى العقود القليلة الماضية. وفي الآونة الأخيرة، توسّع مفهوم التعريف الوجداني بعيدًا عن هذه الدراسات، إذ تغذّى هذا المفهوم على جانب التنظيم الانفعالي الذي يُعتبر أحد الجوانب النفعية للتعبير اللفظي عن المشاعر.
ركّزت الأبحاث المتعلّقة بالتعريف الوجداني في السنوات الأخيرة على إثبات قابلية تطبيقه بوصفه إستراتيجية تنظيمية انفعالية ذاتية. لايزال هذا المجال الدراسي في مراحله المبكرة والتكهّنية، وذلك على الرغم من وجود بعض الأبحاث المتمحورة حول الآليات السلوكية والعصبية الكامنة وراء فعاليته.

## الآثار التنظيمية

### التجربة العاطفية
أبلغ الأشخاص بشكل شخصي عن مستويات أقل من التأثير العاطفي بعد انخراطهم في التعريف الوجداني، مقارنةً بمستويات التأثير العاطفي في الظروف المماثلة والتي لا تنطوي على التعريف الوجداني. لا يقتصر هذا التأثير على المواقف التي يقيّم فيها الأشخاص حالتهم العاطفية الخاصة، بل يشمل المواقف التي يصف فيها الأشخاص عواطفهم الظاهرة أو المُحرّضة عن طريق بعض المحفّزات مثل الصور.

### الاستجابة الذاتية
قد تتناقص خصائص الاستجابة الذاتية للعديد من المشاعر بعد إجراء التعريف الوجداني. على سبيل المثال، شهد الخاضعون للدراسة تناقصًا في معدلات سرعة القلب والنتاج القلبي عند تقدير مستوى الغضب لديهم وفق مقاييس التقييم. تشير الأبحاث أيضًا إلى علاقة تعريف المحفّز المنفّر بانخفاض الاستجابة الجلدية الجلفانية عند عرض محفّزات منفّرة مماثلة في المستقبل، ما يشير إلى احتمالية انطواء التعريف الوجداني على آثار طويلة المدى على الاستجابات الذاتية.

## الارتباطات العصبية
أشارت الأبحاث إلى العلاقة بين الانخراط في التعريف الوجداني وارتفاع النشاط الدماغي في القشرة أمام الجبهية البطنية وانخفاض النشاط في اللوزة الدماغية مقارنةً بالمهمّات الأخرى المنطوية على محفّزات عاطفية. إضافةً إلى ذلك، تشير الدلائل المستمدّة من دراسات التلف الدماغي إلى تورّط القشرة أمام الجبهية البطنية في عملية التعريف الوجداني. اختبر الخاضعون للدراسة ممّن يعانون من تلف دماغي في القشرة أمام الجبهية البطنية اليمنى انخفاضًا في قدرتهم على تحديد الحالة العاطفية لإحدى الشخصيات خلال مشاهدة فيلم ما، ما يعني أن هذه المنطقة ضرورية لحدوث التعريف الوجداني. بالإضافة إلى ذلك، بيّن التحليل التلوي انخفاضًا في نشاط اللوزة الدماغية عند تحديد الخاضعين للدراسة لمشاعرهم بدلًا من تعريضهم للمحفّزات بشكل سلبي، وذلك على الرغم من ارتفاع نشاط اللوزة الدماغية عند القيام بمهام منطوية على محفّزات عاطفية.
تقترح إحدى النظريات الموحّدة لهذه النتائج تنظيم القشرة أمام الجبهية البطنية لنشاط اللوزة الدماغية بهدف تقليله أثناء إجراء التعريف الوجداني. دُعّمت هذه النظرية بالأدلة المستمدّة من الدراسات التي خلصت إلى وجود ارتباط سلبي بين منطقتي الدماغ أثناء إجراء التعريف الوجداني. علاوة على ذلك، استخدم الباحثون النمذجة السببية الدينامية بغرض إظهار نتائج ارتفاع النشاط في القشرة أمام الجبهية البطنية المتمثّلة بانخفاض النشاط في اللوزة الدماغية.

## مقارنته بإعادة التقييم
تعتبر إعادة التقييم العاطفي أسلوبًا لتنظيم المشاعر، إذ يُعاد تفسير التحفيز العاطفي بأسلوب جديد وأقل سلبية في معظم الحالات بهدف الحد من تأثيره. على سبيل المثال، قد يعيد شخص ما تفسير تجربة حصوله على درجة سيئة في اختبار ما على أنها تجربة تعليمية بدلًا من تركيزه على الجوانب السلبية لهذا الموقف. عادةً ما تبني أبحاث التعريف الوجداني استنتاجاتها على الدراسات الموجودة حول إعادة التقييم، وذلك نظرًا لارتباط إعادة التقييم العاطفي باستراتيجية التنظيم الانفعالي الذاتي. 
تكمن نقطة الاختلاف الأبرز بين التعريف الوجداني وإعادة التقييم في تصوّر الناس لفعالية التعريف الوجداني، إذ تُعتبر فعالية التعريف الوجداني في إطار تنظيم المشاعر غير بديهية نسبيًا بالمقارنة مع إعادة التقييم. أظهرت الأبحاث توقّع الخاضعين للدراسة تقليل إعادة التقييم للضيق العاطفي بينما توقّعوا تأثيرًا عكسيًا للتعريف الوجداني، ظنًّا منهم أن التعبير اللفظي عن المشاعر سيفضي إلى زيادة ضيقهم العاطفي. في الواقع، تساهم كلا الاستراتيجيتين في إحداث انخفاض ملحوظ، بينما يتعزّز مقدار الانخفاض المرافق للاستجابة العاطفية في حالة إعادة التقييم مقارنةً بالتعريف الوجداني.
يميل الأشخاص الذين يستجيبون بشكل أكبر لإعادة التقييم بعد تعريضهم لمحفّزات عاطفية إلى الاستفادة أكثر من عملية التعريف الوجداني، أي أنهم قد يتصرّفون وفقًا للآلية ذاتها.
يتقاسم كلٌ من إعادة التقييم والتعريف العاطفي بعض أوجه التشابه المرتبطة ببصماتهما العصبية. تساهم عملية إعادة التقييم في تنشيط القشرة أمام الجبهية البطنية بينما تعيق استجابة اللوزة الدماغية، كما هو الحال في عملية التعريف الوجداني. ومع ذلك، اتضّح أن عملية إعادة التقييم تنطوي على توليد نشاط في القشرة الحزامية الأمامية والباحة الحركية الإضافية والقشرة أمام الجبهية الظهرانية، وذلك خلافًا لعملية التعريف الوجداني.